# Zbrojovka Brno
Zbrojovka Brno byla československá firma a výrobce zbraní. Kromě zbraní však vyráběla i jiné strojírenské výrobky, a mezi lety 1924–1936 také automobily.

## Historie
Filiálka původně c.k. rakouské vídeňské zbrojní firmy "Waffenhauptfabrik - Filiale Brünn" byla v roce 1918 zestátněna pod názvem Československé závody na výrobu zbraní v Brně. Opravovala automobily, pušky, telefonní a železniční zařízení a nářadí. Také montovala německé a rakouské pušky Mauser a Mannlicher, později svoje vlastní. V letech 1924–1925 byla postavena nová továrna, kde se kromě pušek a kulometů vyráběly i automobily, motory a jiné stroje. Ve třicátých letech vyráběla také licenční psací stroje Remington a traktory Škoda.
Za druhé světové války vyráběla zbraně pro Wehrmacht a Waffen-SS. V roce 1944 byla při bombardování Brna továrna vážně poškozena. Po osvobození znovu fungovala. V druhé polovině čtyřicátých let vyráběla motory, zbraně a traktory. V listopadu 1945 byl vyroben prototyp traktoru Zetor Z-25. Pojmenování Zetor, které se udrželo dodnes, pochází ze slov „Zet“ (vyhláskované první písmeno zbrojovky) a „or“ (konec slova traktor).
V období 1954-1968 byl podnik pojmenován jako Závody Jana Švermy a výrobní program se skládal z několika diametrálně odlišných odvětví: kancelářské stroje včetně početních strojů na děrné štítky a samočinných počítačů, výroba traktorů, lovecké a sportovní zbraně a přesné nářadí vč. měřidel. V 80. letech se společnost orientovala hlavně na komunikační a výpočetní technologie a techniku, na úkor zbrojní výroby. V 90. letech začíná klesat počet zaměstnanců. Od roku 2003 začala firma krachovat. V červnu 2006 byla výroba zbraní ukončena a k 31. 8. 2006 byli propuštěni poslední zaměstnanci.
Hned poté, začátkem září 2006, společnost BRNO RIFLES ve veřejné dražbě vydražila obráběcí centra a část dalšího strojového vybavení Zbrojovky Brno. Dražitelé nemínili zbytečně mrhat financemi, proto neměli zájem o stroje na výrobu hlavní a pažeb. Tyto stroje vlastní CZUB a je jednodušší hlavně a pažby nakupovat z Uherského Brodu. Další úsilí pak směřovalo k zajištění nákupu průmyslových práv nejperspektivnějších zbraní portfolia bývalé Zbrojovky Brno, kozlicím BO řady 800 a kulovnicím Brno Effect. Snadné rovněž nebylo najít původní zaměstnance Zbrojovky Brno, kterých společnost BRNO RIFLES přijala do poloviny října dvacet devět. Všechna námaha vedla ke šťastnému konci a už 15. ledna 2007 vyexpedovala BRNO RIFLES první kozlice, které podle smluvních vztahů odkoupila její sestra Česká zbrojovka Uherský Brod, zajišťující pro BRNO RIFLES vše související s obchodem.
Areál brněnské Zbrojovky o rozloze 22,5 ha byl koncem ledna 2008 vydražen za částku 707 milionů korun slovenskou holdingovou společností J&T, která však nemá s výrobou zbraní nic společného. Areál následně využívala řada společností. Vzhledem k industriální estetice areálu byl využíván k fotografické práci. Byly zde také hudební zkušebny.
V současnosti prochází celý areál zásadní proměnou v moderní městskou čtvrť, kdy byly ponechány pouze některé původní budovy, jako například administrativní objekt na ulici Lazaretní, či již zmodernizovaná nástrojárna, ve které se nyní nacházejí kancelářské prostory. V dohledné době bude vybudována zcela nová čtvrť s bytovými domy a kancelářemi. Bude přivedena nová páteřní komunikace od Husovic přes Svitavu, nazvaná Nová Dukelská, po které bude čtvrť obsluhovat trolejbusová linka.

## Výroba

### Zbraně
- Puška vz. 24 (1925–1942)

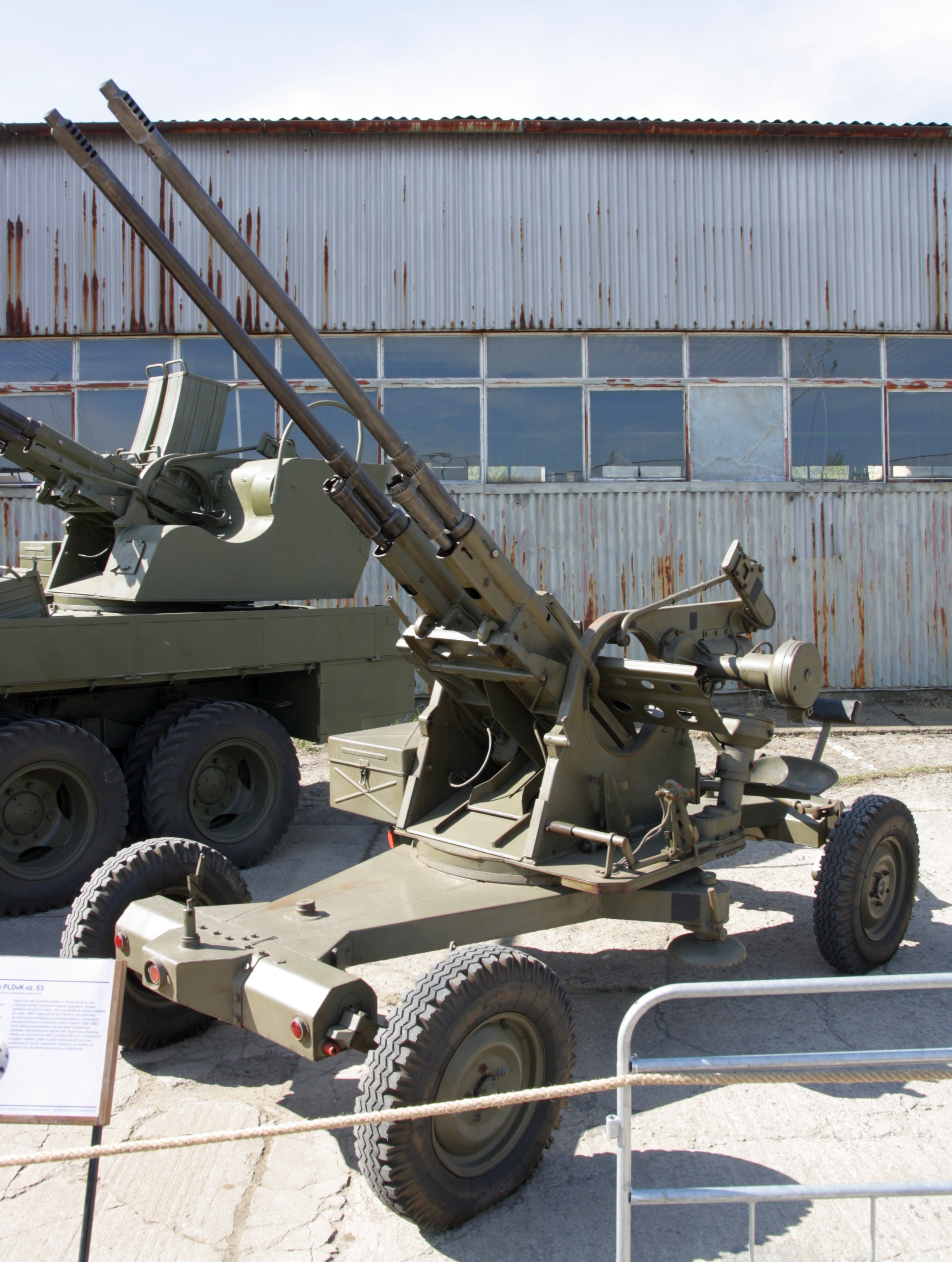
PLdvK vz. 53

- samonabíjecí puška ZH 29 (1932–1939)
- Lehký kulomet vz. 26 (1925–1941)
- Těžký kulomet vz. 37 (1937–1939)
- 15mm velkorážný kulomet ZB-60 (1938-?)
- Samopal ZK 383 (1938–1942)
- od roku 1940 vývoj 30 mm kanónu s německým označením Br 303 (vývojové názvy: ZK 414, ZB 303, autorem byl F. Koutský)[3]
- 1949 - květen 1950, listopad 1950 - 1954(?) - 30mm kanón ZK 453[3]
- 30 mm PLdvK vz.53

### Automobily
Na počátku 20. let 20. století uvažovala státní zbrojovka o rozšíření výrobního programu o výrobu automobilů. V létě 1922 konstruktér Ing. Břetislav Novotný nabídl vedení zbrojovky svůj vůz OMEGA. Vůz se vyznačoval neortodoxním třecím převodem místo klasické převodovky a pohonem dvoutaktním motorem. Na jeho základě byl vyvinut vůz Disk, který měl vstoupit do sériové produkce. Novotného konstrukce se však ukázala jako nevyzrálá a sám Novotný byl donucen automobilku opustit. I přes následné úpravy byly prodeje fiaskem, nespolehlivé vozy musel výrobce od zákazníků odkoupit.
Po neúspěchu vozu Disk vedení zbrojovky zvažovalo, zda pokračovat s pokusy o výrobu automobilů. Nakonec byl schválen vývoj nového vozu. Konstruktér ing. František Mackerle v dubnu 1925 připravil návrh poměrně konvenčního vozu Z 18, který opět poháněl dvoutaktní motor. Ten se stal charakteristickým prvkem všech následujících vozů značky. Důkladně odzkoušený automobil se ukázal prodejně úspěšným, do roku 1930 vzniklo přes 2500 kusů. Jeho nástupce, větší a dražší typ Z 9 již takový úspěch neměl, do roku 1932 bylo zhotoveno pouze 850 kusů. Opět byla zvažována perspektiva budoucí výroby automobilů ve Zbrojovce, která tvořila pouze asi 6 % celkové produkce. Východiskem měl být automobil moderní koncepce s pohonem předních kol, založený na licenci DKW. Její nákup se však z finančních důvodů neuskutečnil. Pod vedením nového šéfa výroby Ing. Antonína Voženílka a nového šéfkonstruktéra Bořivoje Odstrčila byl vyvinut nový vůz s pohonem předních kol, bez použití patentových řešení firmy DKW. Dostal označení Z 4 (čtvrtý produkční typ) a stal se velmi úspěšným. Roku 1934 bylo prodáno rekordních 953 vozů značky Z, tím se automobilka poprvé a naposledy dostala na čtvrté místo za tradiční silnou trojici Tatra, Praga, Škoda. Roku 1935 následoval lidový vůz Z 6 Hurvínek a střední Z 5 Expres. 
Vzhledem ke zhoršující se mezinárodní politické situaci byla výroba automobilů ve Zbrojovce Brno rozhodnutím MNO ukončena k 15. říjnu 1936. Poslední vozy Z 5 a Z 6 byly smontovány ze zbylých dílů na jaře 1937. Výrobní kapacity automobilky byly využity pro zbrojní výrobu v souvislosti s obranou Československa. Celkem bylo v brněnské Zbrojovce vyrobeno v letech 1926-1936 asi 7500 automobilů. Později ještě vznikly prototypy vojenských terénních vozů T2 a ZV, které se však do výroby nedostaly.
| Označení | Typ vozidla    | Roky výroby | Vyrobeno | Počet válců | Zdvihový objem | Výkon                | Max. rychlost |
| -------- | -------------- | ----------- | -------- | ----------- | -------------- | -------------------- | ------------- |
| Disk     | malý osobní    | 1924–1925   | 75       | 4           | 598 cm³        | 10 k (7,5 kW)        | 55 km/h       |
| Z 18     | malý osobní    | 1926–1930   | 1600     | 2           | 1004 cm³       | 18 k (13,5 kW)       | 80 km/h       |
| Z 9      | střední osobní | 1930–1932   | 850      | 2           | 933 cm³        | 22 k (16,5 kW)       | 75 km/h       |
| Z 4      | malý osobní    | 1933–1936   | 2680     | 2           | 905–980 cm³    | 19–25 k (14–18,5 kW) | 80–100 km/h   |
| Z 5      | střední osobní | 1935–1936   | 357      | 4           | 1470 cm³       | 40 k (30 kW)         | 120 km/h      |
| Z 6      | malý osobní    | 1935–1936   | 500      | 2           | 735 cm³        | 19 k (14 kW)         | 90 km/h       |

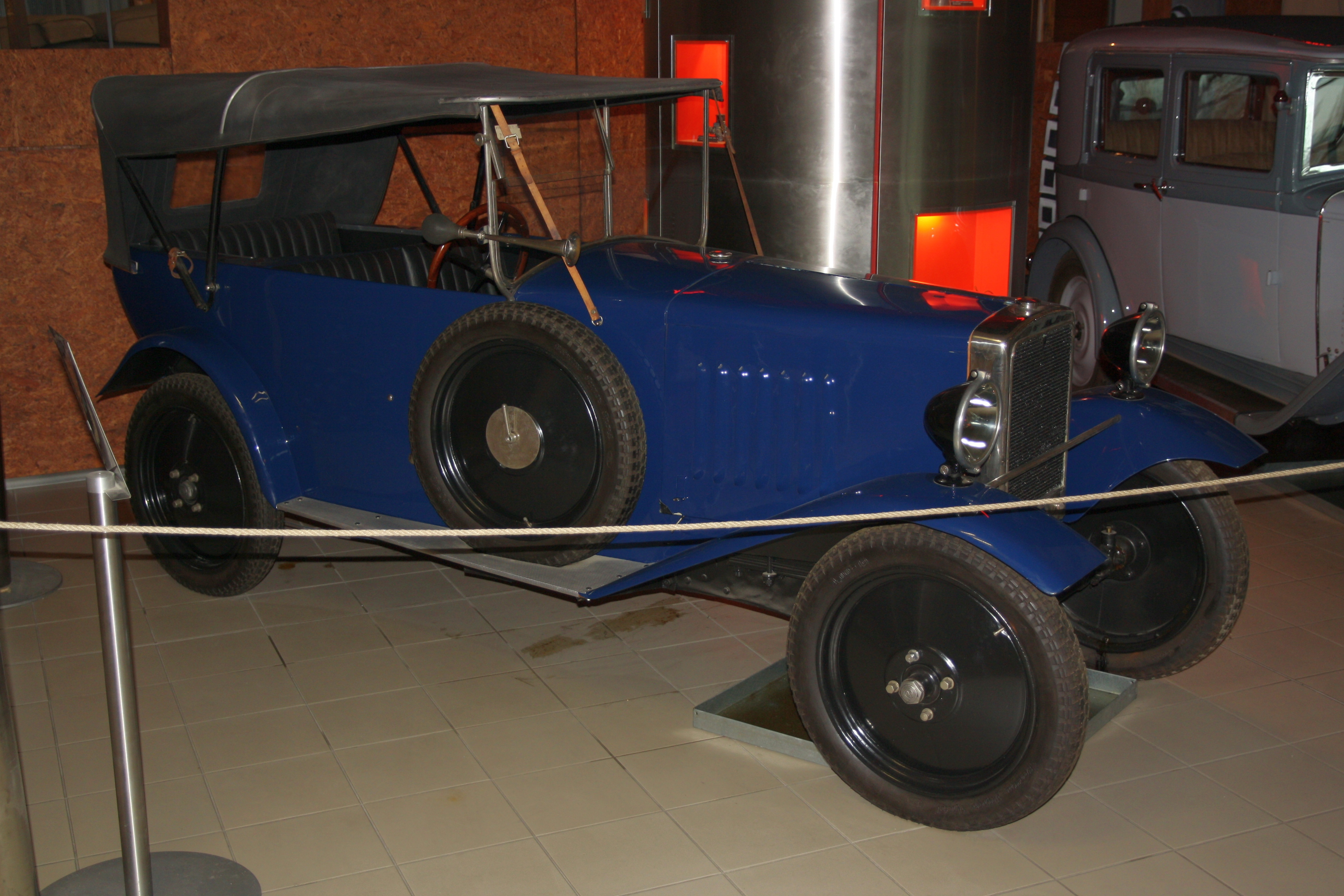
Disk
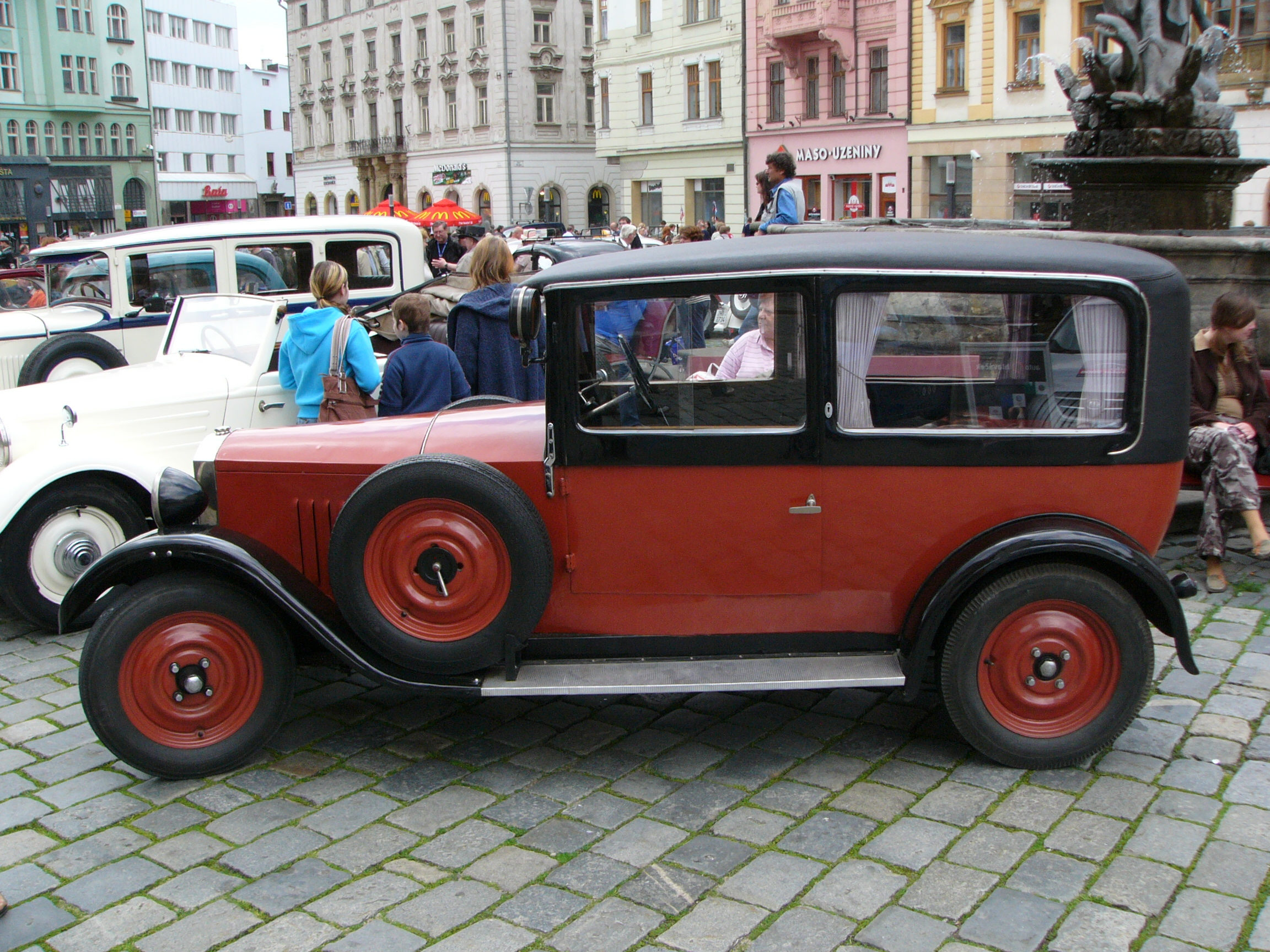
Z 18
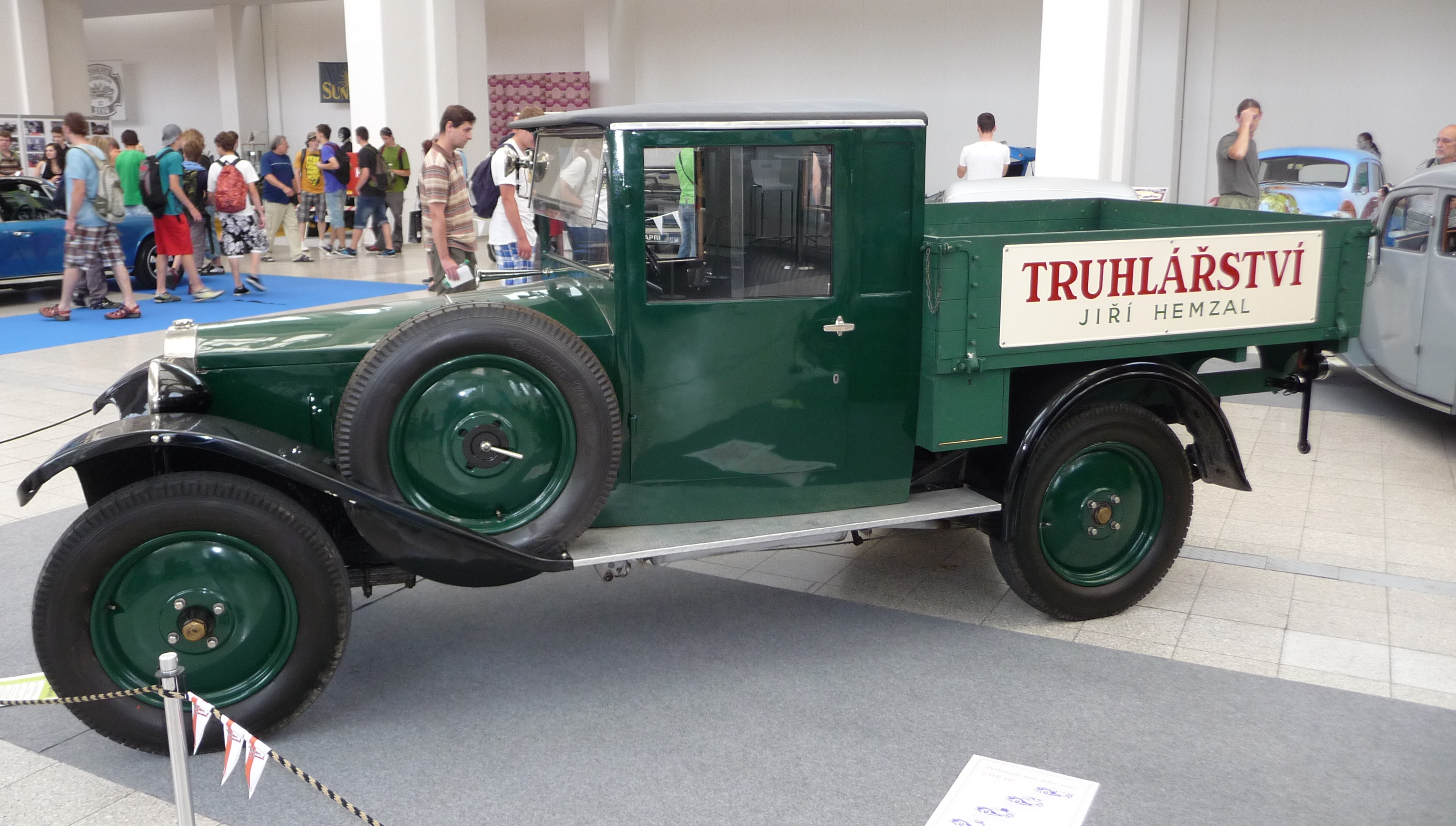
Z 18
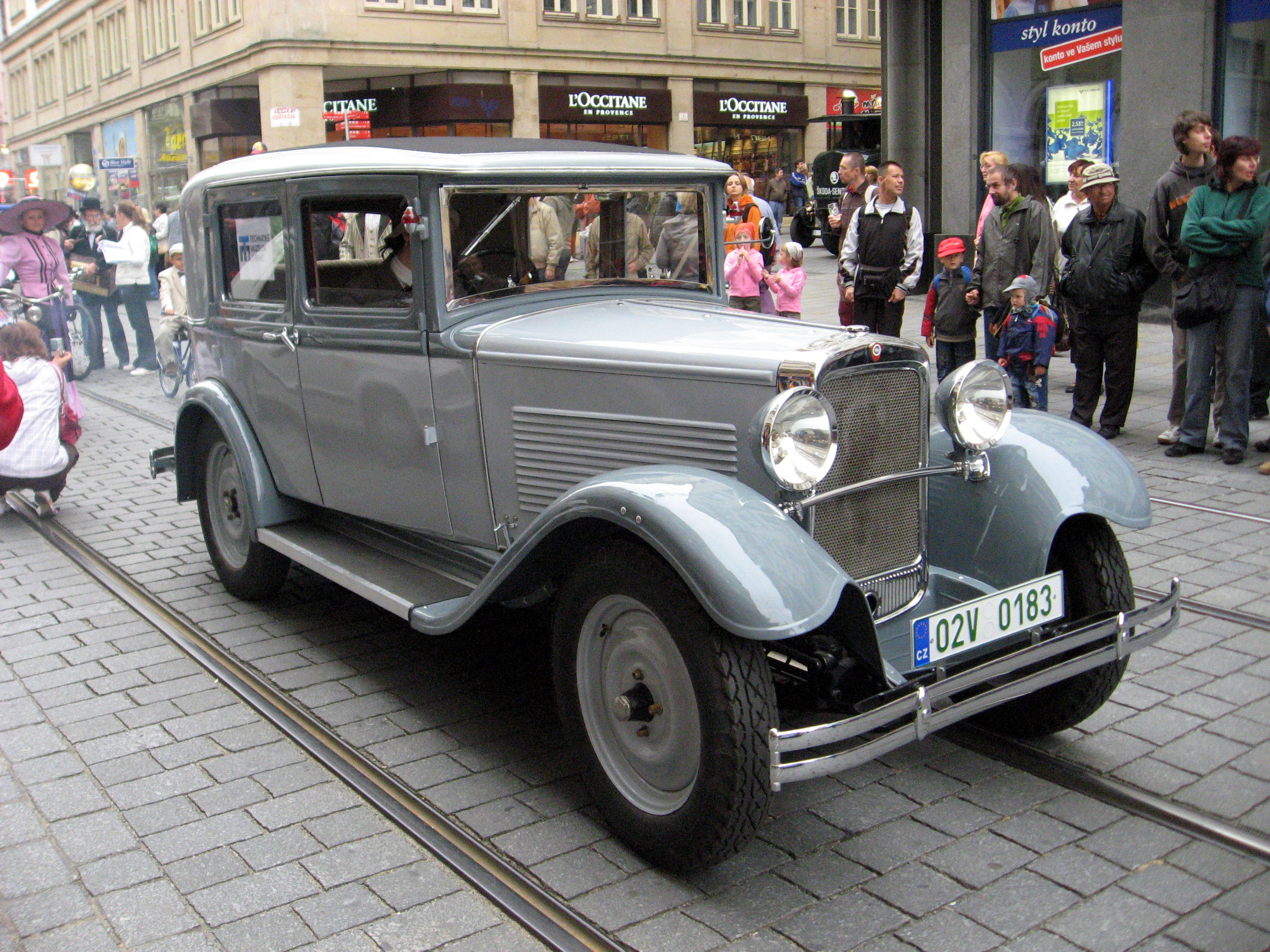
Z 9
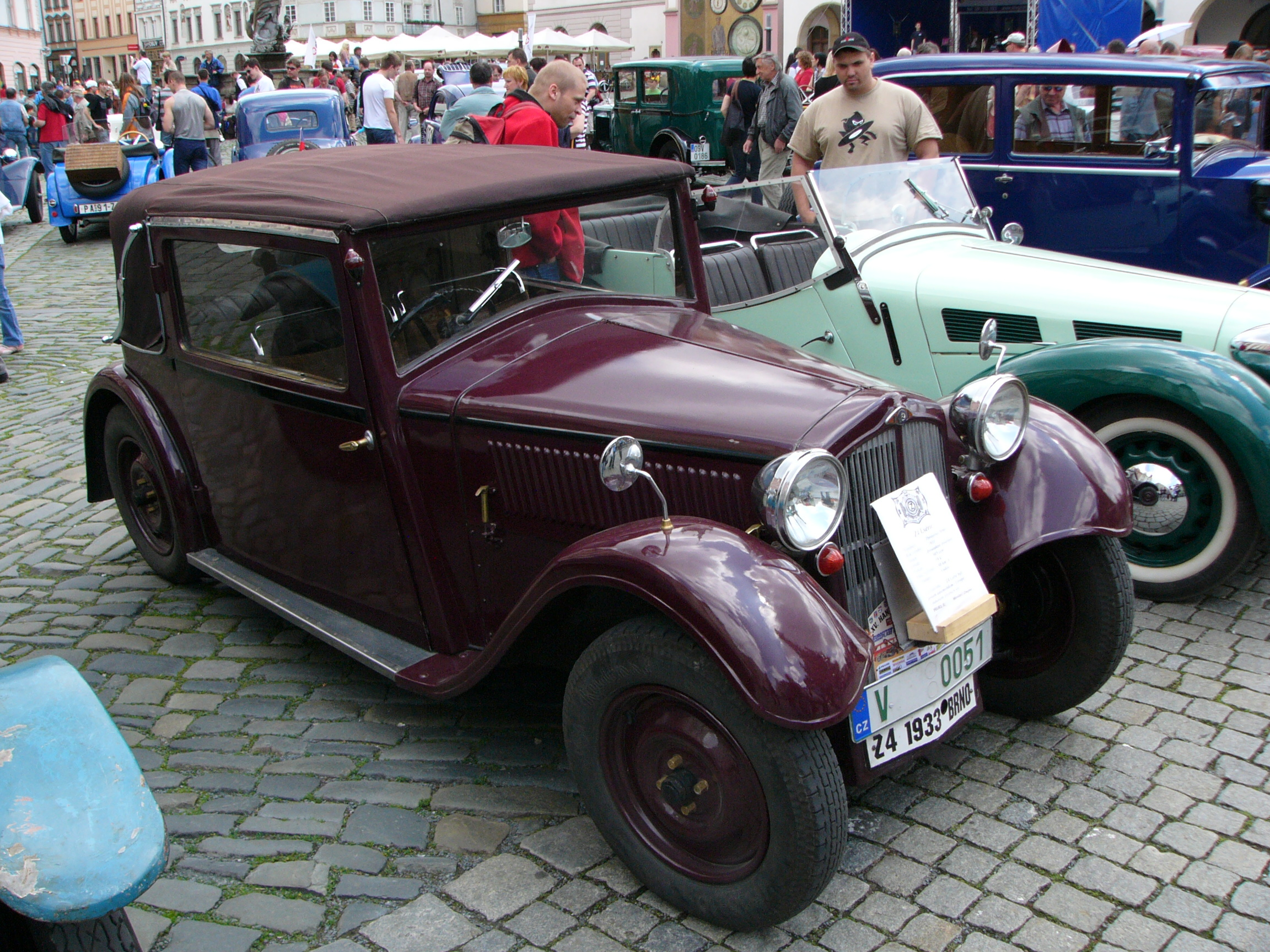
Z 4 I. série
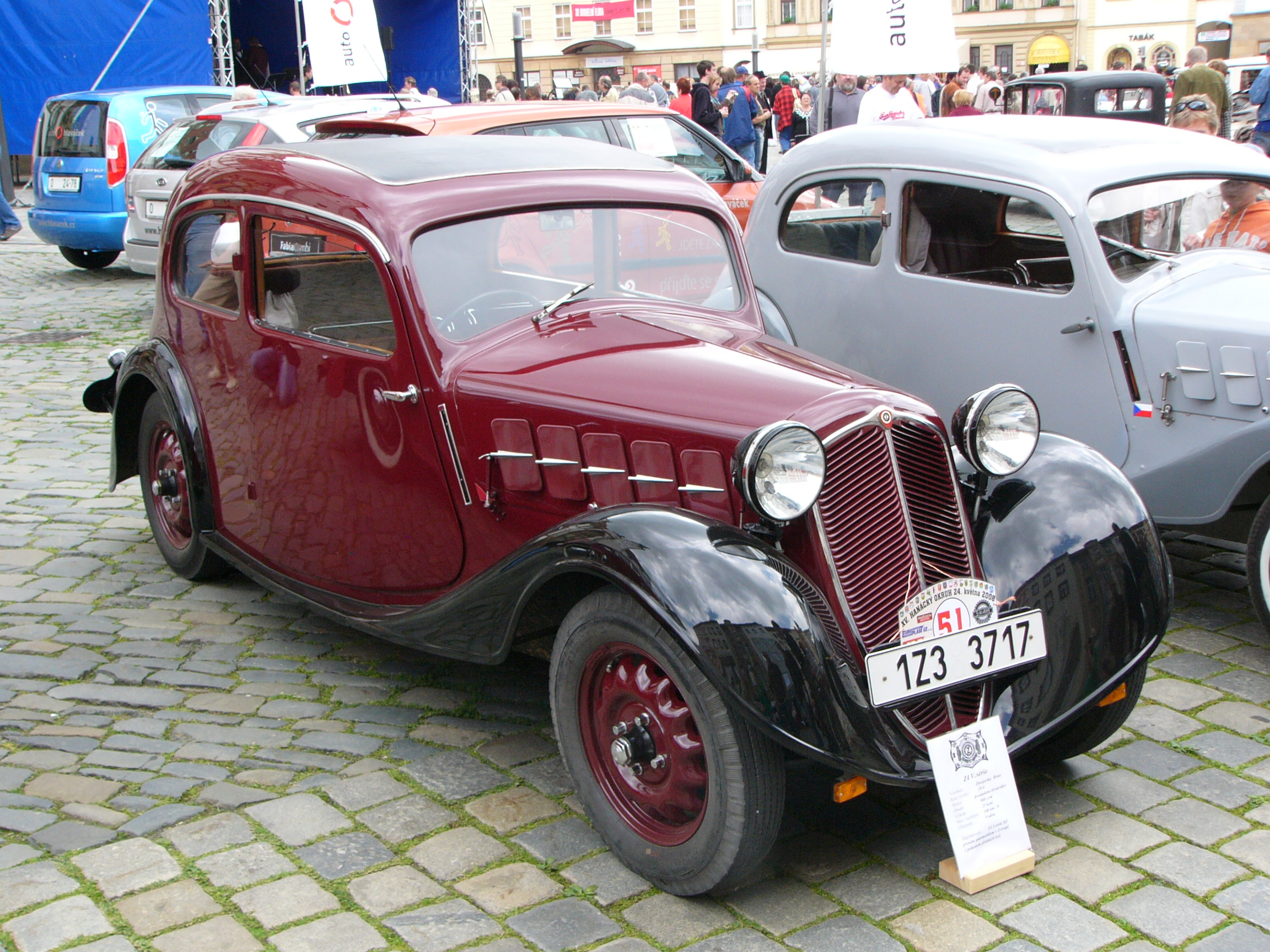
Z 4 V. série
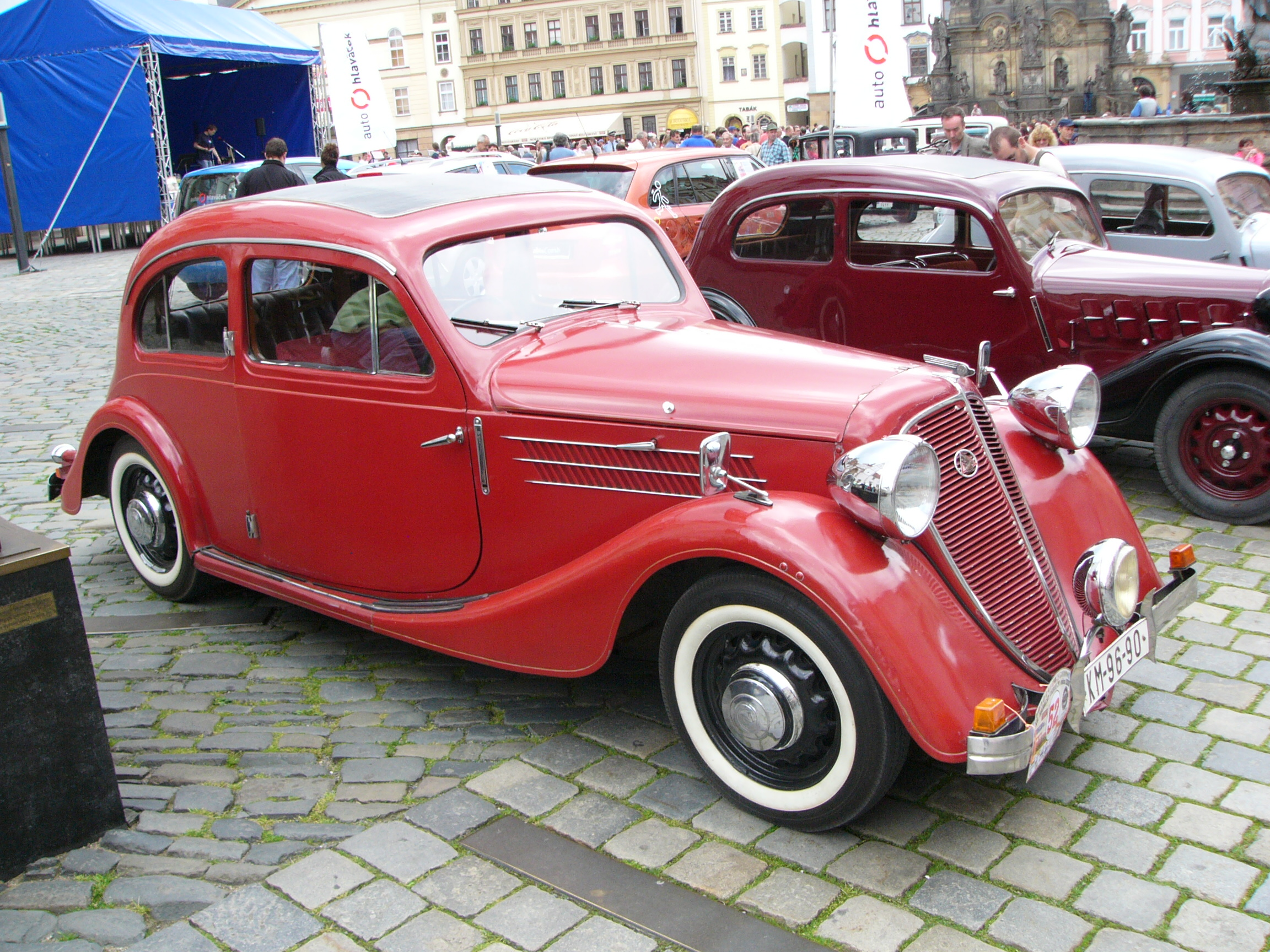
Z 5 Express
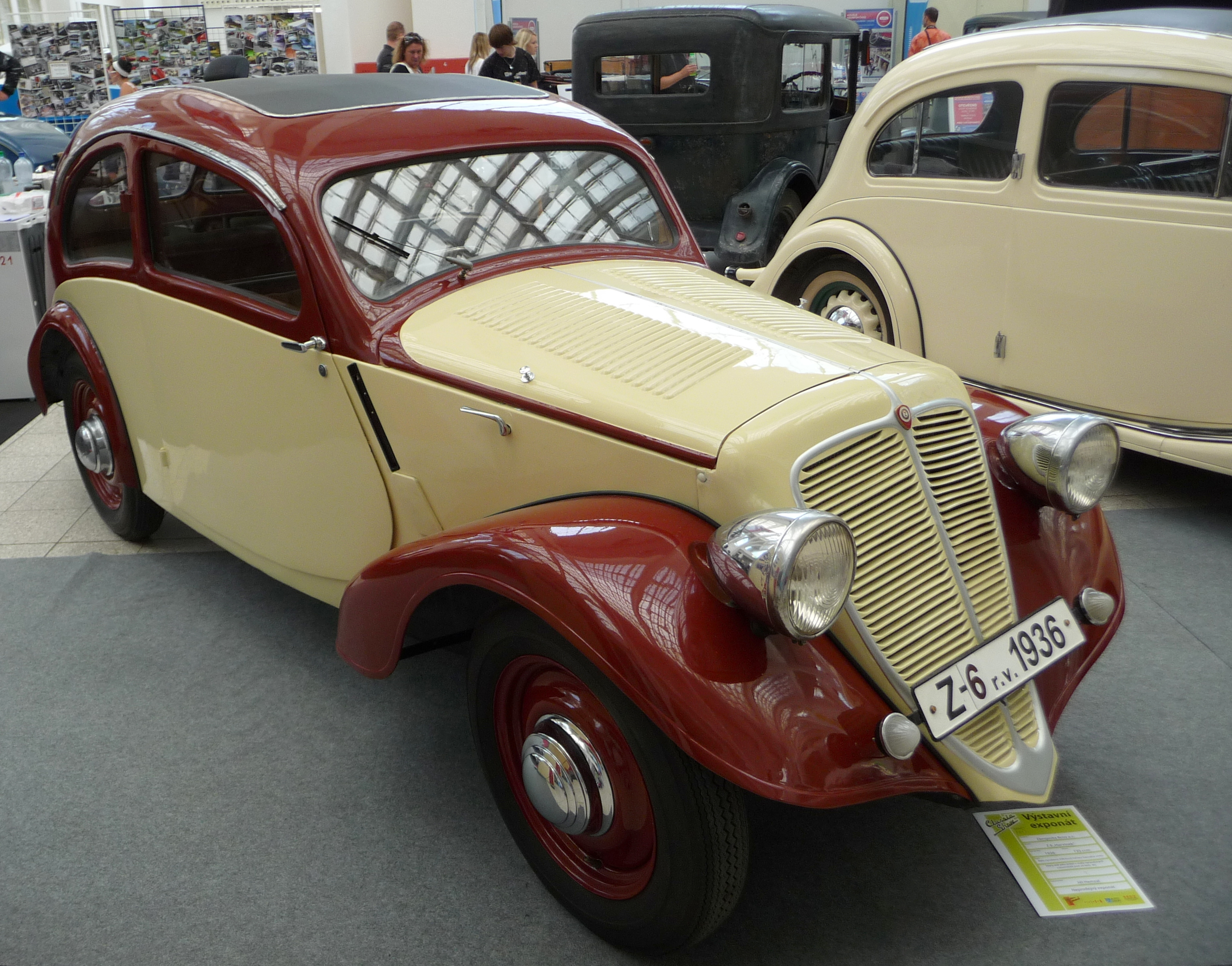
Z 6 Hurvínek